# Ramón Avellaneda y Pujol
Ramón Avellaneda y Pujol (Olot, Gerona, 16 de septiembre de 1810-Barcelona, 13 de enero de 1871) fue un catedrático español.

## Biografía
Natural de Olot, estudió en Gerona la primera enseñanza y latín, y en Barcelona, las Matemáticas en la escuela establecida por la Junta de Comercio. Siguió la carrera de Farmacia, y obtuvo en 1842 el título de bachiller, y, dos años después, el de doctor.
Fue nombrado en 1847 regente de segunda clase de la asignatura de Matemáticas sublimes y, posteriormente, sustituto de la cátedra de Geometría de la Escuela Normal de Barcelona. Previas oposiciones, obtuvo en 1848 la cátedra de Matemáticas en el instituto de segunda enseñanza de la ciudad condal.
Desde el año 1846 fue individuo de la Real Academia de Ciencias Naturales y Artes de Barcelona, en la que leyó varias memorias sobre temas científicos.
En aquella ciudad falleció en 1871, a los 60 años de edad.